# Coteau Kerveguen
Le coteau Kerveguen est un rempart de l'île de La Réunion, département d'outre-mer français dans le sud-ouest de l'océan Indien. Partie du massif du Piton des Neiges, il est situé dans les confins du territoire de la commune de Saint-Benoît en bordure ouest de la forêt de Bébour, qu'il domine, et en surplomb du rempart montagneux qui forme le nord-est du cirque naturel de Cilaos et accueille la forêt de la Mare à Joseph. Là, orientée selon une direction sud-ouest-nord-est, sa crête grimpe de 2 200 à 2 500 mètres d'altitude au cœur du parc national de La Réunion.
Sans doute nommé en référence à la famille Kerveguen, riche famille de l'île au XIXe siècle, le coteau Kerveguen est longé par le sentier de grande randonnée GR R2 dans sa section qui conduit de la plaine des Cafres au gîte du Piton des Neiges, près de la caverne Dufour, où il est traversé par le GR R1.